# Bušanovice
Obec Bušanovice se nachází v okrese Prachatice, kraj Jihočeský, zhruba 4 km ssz. od Vlachova Březí, 6,5 km jv. od Volyně a 12,5 km ssz. od Prachatic. Leží v Šumavském podhůří (podcelek Bavorovská vrchovina, okrsek Husinecká vrchovina); protéká jí Černý potok, který náleží do povodí řeky Blanice. Žije zde 267 obyvatel.

## Historie
První písemná zmínka o obci pochází z roku 1315.

## Pamětihodnosti
- Usedlost čp. 12
- Usedlost čp. 13
- Usedlost čp. 27
- Portál sýpky u čp. 1

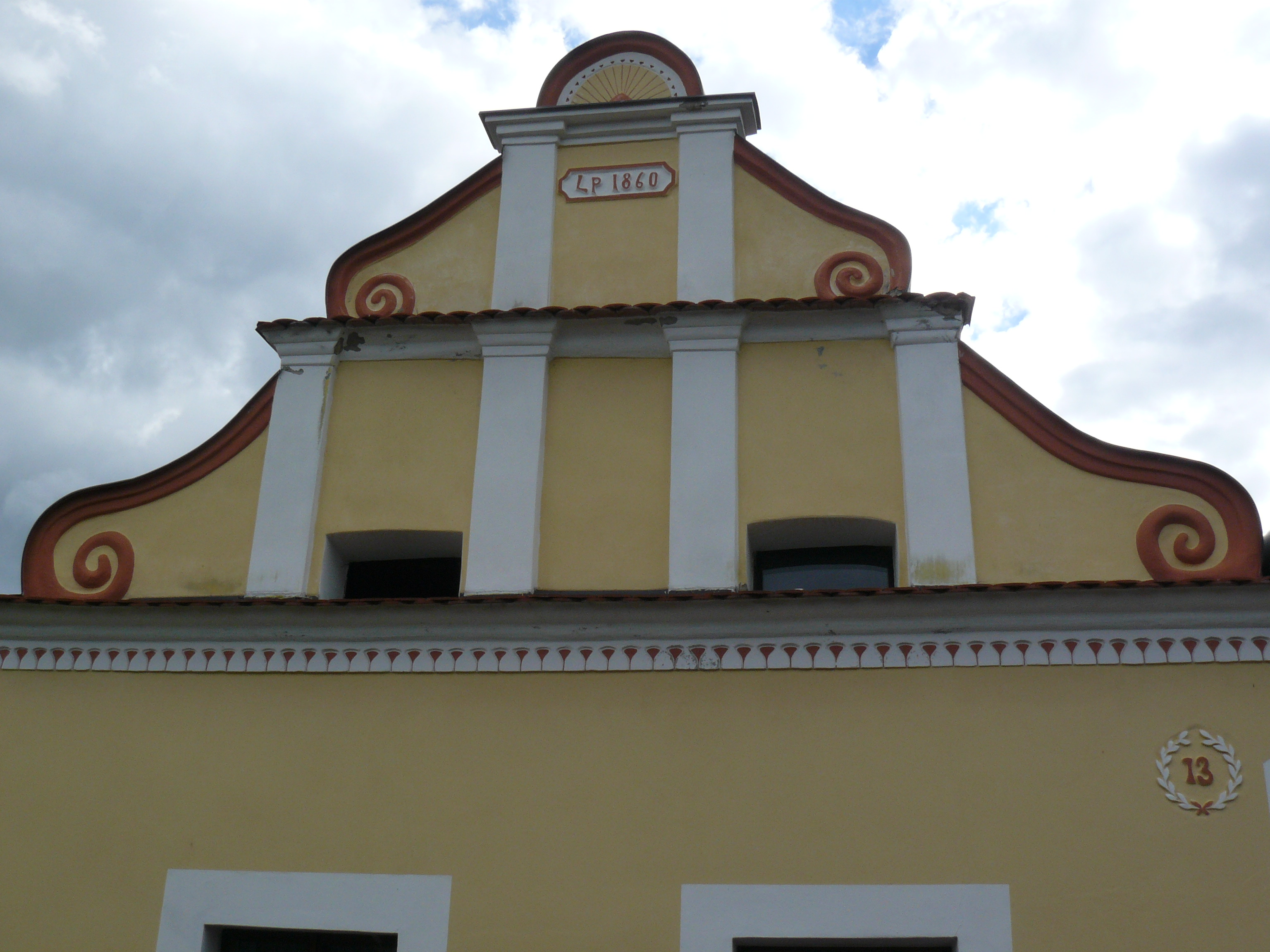
štít čp. 13
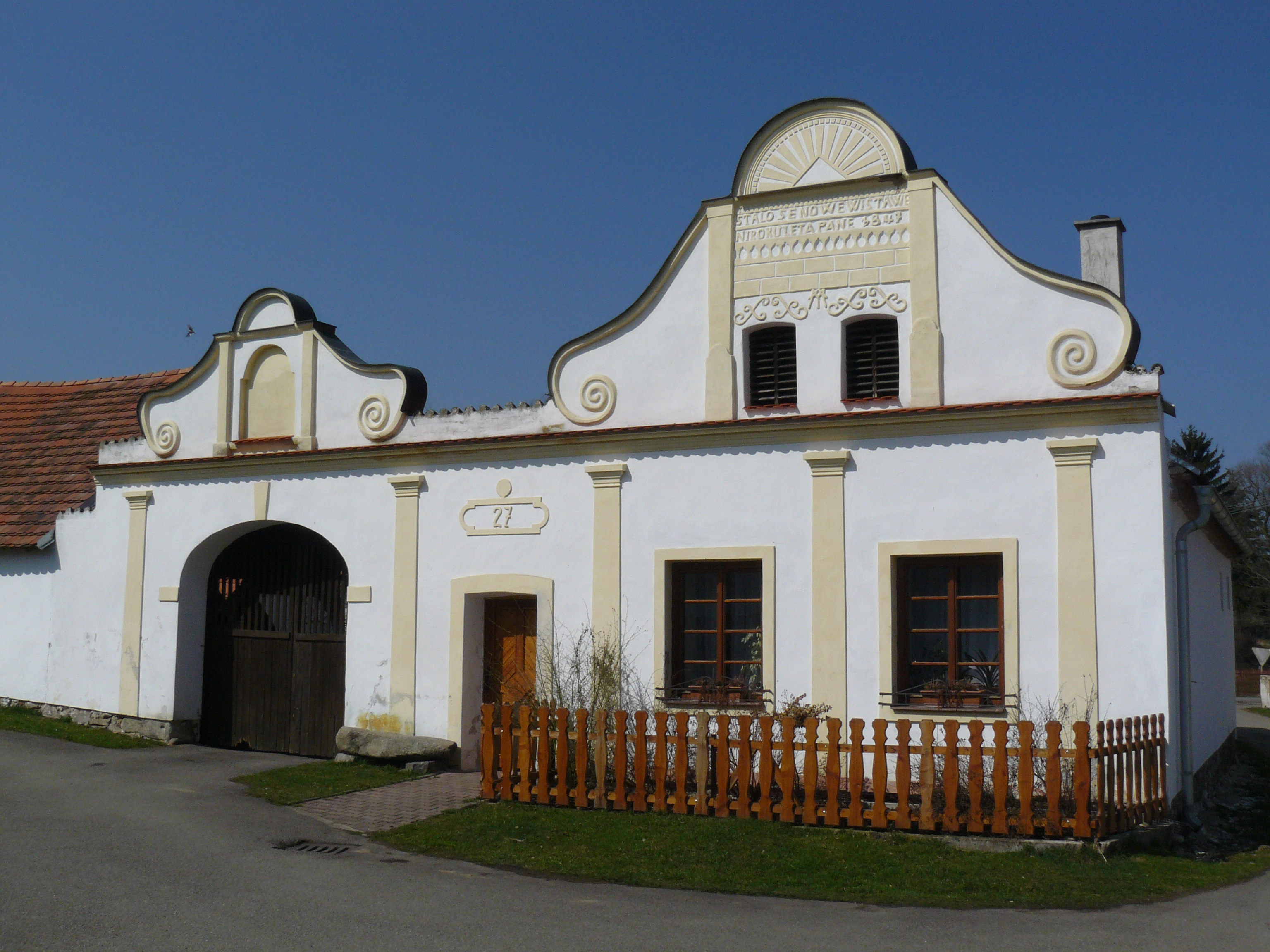
čp. 27

## Sluneční elektrárna
29. ledna 2007 byla v obci uvedena do provozu sluneční elektrárna, která v době zprovoznění byla největší v Česku. Její maximální výkon byl asi 600 kW. Solární panely byly rozmístěny na ploše přes 6 000 m2. Více než třetina z pořizovací ceny elektrárny (85 milionů Kč) byla hrazena dotací ministerstva průmyslu a obchodu. Investiční náklady představovaly 141 600 Kč/kW instalovaného výkonu. Odhadovaná roční výroba má dosáhnout 620 000 kWh, což odpovídá koeficientu ročního využití 11,8 %. Počátkem roku 2008 byla rozšířena kapacita přibližně na dvojnásobek instalovaného výkonu.

## Části obce

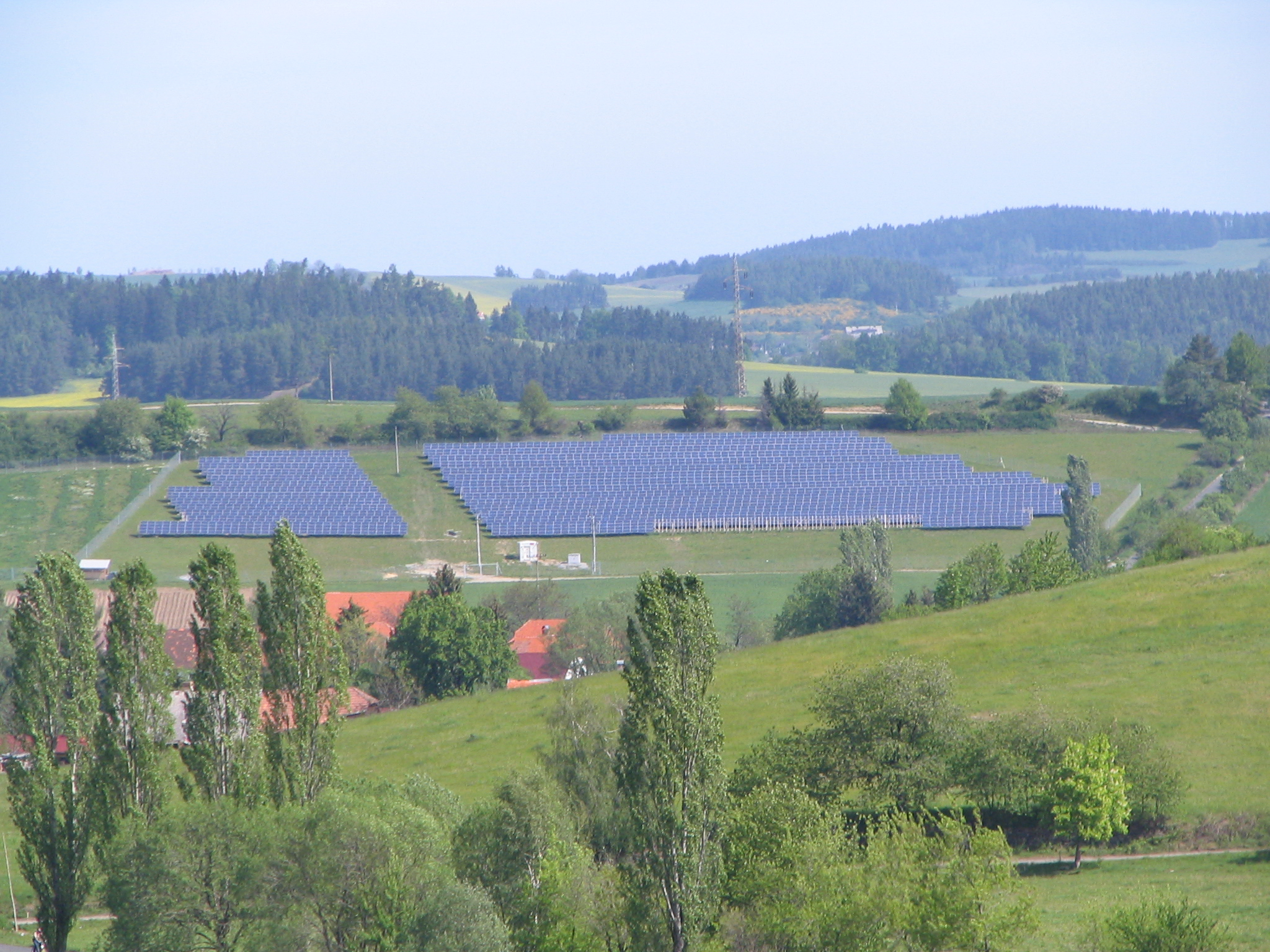
Solární elektrárna v Bušanovicích

- Bušanovice
- Beneda
- Dolní Nakvasovice
- Horní Nakvasovice
- Želibořice